# Ligne de Lérouville à Metz-Ville
La ligne de Lérouville à Metz-Ville est une ligne de chemin de fer française à écartement standard et à double voie électrifiée qui relie les gares de Lérouville, sur la ligne de Paris-Est à Strasbourg-Ville, et de Metz-Ville, en passant par Pagny-sur-Moselle.
La ligne fait partie du Corridor européen C (Anvers – Bâle / Lyon) et devrait être équipée de l'ETCS niveau 1 à l'horizon 2018.
Elle constitue la ligne no 089 000 du réseau ferré national. Historiquement, elle constituait la partie occidentale de la ligne 11 dans l'ancienne numérotation SNCF des lignes de la région Est (Bar-Le-Duc – Lérouville – Metz – Stiring-Wendel).

## Historique

### Construction
La ligne a été construite en trois étapes.

#### De Pagny-sur-Moselle à Metz
L'adjudication de l'embranchement de la ligne de Paris à Strasbourg vers Metz à la frontière de Prusse vers Sarrebruck, dont fait partie la section de Pagny-sur-Moselle à Metz, est autorisée par une loi le 19 juillet 1845. La ligne est adjugée le 25 novembre 1845 à Messieurs Despans de Cubières, de Pellapra, duc de Galliera et Blacque-Belair. L'adjudication est approuvée par une ordonnance le 27 novembre suivant. La Compagnie du chemin de fer de Paris à Strasbourg est constituée dès le 13 novembre, mais c'est l'homologation de ses statuts par ordonnance royale le 17 décembre 1845 qui autorise sa substitution aux concessionnaires initiaux.
Inaugurée le 10 juillet 1850, la ligne Nancy – Metz est la plus ancienne ligne de chemin de fer à usage général de Lorraine.
Après l'annexion de l'Alsace-Lorraine à l'Empire allemand, la frontière est fixée, sur cette ligne, entre Pagny-sur-Moselle et Novéant. Ces deux localités se voient doter d'une gare frontière (Pagny pour l'Est et Novéant pour l'Alsace-Lorraine) et la portion Pagny – Metz passe sous le contrôle de la Direction générale impériale des chemins de fer d'Alsace-Lorraine.

#### De Pagny-sur-Moselle à Thiaucourt
Après la guerre de 1870, la perte de l'Alsace-Lorraine rendit impossible la desserte directe entre la Moselle et le nord du pays via la ligne de Mohon à Thionville et Metz, il fallut donc construire de nouvelles lignes à la fois pour rétablir cette desserte mais aussi pour désenclaver la ville de Nancy ainsi que plusieurs régions proches de la nouvelle frontière et dépourvues de chemin de fer.
La section de ligne entre Thiaucourt et Pagny-sur-Moselle est concédée à la Compagnie des chemins de fer de l'Est par une convention signée le 17 juin 1873 entre le ministre des Travaux publics et la Compagnie. Cette convention est approuvée à la même date par une loi qui déclare la ligne d'utilité publique. Le tracé était très approximatif puisque la loi parlait d'une ligne d'un point à déterminer de la frontière belge à un point à déterminer de la vallée de la Moselle, passant ou desservant par embranchement les terrains miniers d'Hussigny et de Villerupt ainsi que la vallée de l'Orne, ainsi que les villes de Briey et Thiaucourt.
Il fut finalement décidé d'édifier la ligne entre la frontière belge et la Moselle sans passer par une seule des villes intermédiaires citées ci-dessus (elle part de Pagny-sur-Moselle et aboutit à Longuyon en passant par Conflans-Jarny et Baroncourt) et de réaliser des embranchements sur le réseau existant, ou cette ligne, pour desservir les villes précitées. La nouvelle ligne, construite en 1877, évite ainsi de passer trop près de la frontière, pour des raisons stratégiques. 
La ligne vers Thiaucourt fut quant à elle construite en 1882, Elle se détache de cette ligne à Onville et est alors vue comme un simple embranchement à voie unique dans une région dépourvue de chemin de fer. Les gares de cette ligne étaient de simples haltes avec un bâtiment de la taille d'une maisonnette de passage à niveau et celle de Thiaucourt était un petit bâtiment standard. 

#### De Lérouville à Thiaucourt
Après 1918, l'Alsace et la Lorraine faisaient à nouveau partie du territoire français. Les relations directes entre Metz et Paris n'avaient jamais bénéficié d'un itinéraire direct (il fallait soit emprunter la ligne historique vers Nancy puis la ligne Paris – Strasbourg, soit passer par Verdun via une ligne plus sinueuse). Il fut donc décidé de construire une ligne directe en passant par la Woëvre et en prolongeant la petite ligne Onville – Thiaucourt.
La section entre Lérouville et Thiaucourt est concédée à la Compagnie des chemins de fer de l'Est par une convention signée le 20 juillet 1922 entre le ministre des Travaux publics et la Compagnie. Cette convention est approuvée par une loi le 28 février 1923 qui déclare la ligne d'utilité publique ainsi que la reconstruction de la ligne entre Thiaucourt et Pagny-sur-Moselle.
La reconstruction toucha l'infrastructure (mise à double voie, adaptation du tracé près de Pagny et déplacement du site de la gare de Thiaucourt) mais aussi les bâtiments de gare, qui furent construits dans le même style que les gares édifiées pour la reconstruction des gares sinistrées durant la Guerre (ce nouveau style architectural était déjà d'application juste avant le conflit).
À cause des difficultés rencontrées, la nature des sols, les travaux prirent plus de temps que prévu et la ligne ne fut pas inaugurée avant 1931.
Dans le cadre d'un ajustement des limites entre les réseaux de la Compagnie des chemins de fer de l'Est et de l'Administration des chemins de fer d'Alsace et de Lorraine, par une convention signée le 1er octobre 1930 entre le ministre des Travaux publics (Georges Pernot, Gouvernement Chautemps (1)), la compagnie et l'administration, l'État attribue à la Compagnie des chemins de fer de l'Est la concession de la section de ligne entre l'ancienne frontière et Metz. Cette convention est approuvée par une loi le 8 juillet 1933.

## Exploitation

### Vitesses limites
| De (PK)                             | À (PK)                              | Limite (km/h) |
| ----------------------------------- | ----------------------------------- | ------------- |
| Lérouville (PK 288,718)             | PK 292,632                          | 140           |
| PK 292,632                          | PK 316,178                          | 160           |
| PK 316,178                          | PK 323,160                          | 140           |
| PK 323,160                          | PK 338,938 (bifurcation de Novéant) | 120           |
| PK 338,938 (bifurcation de Novéant) | Metz-Ville (PK 353,700)             | 125           |